# Juventud Marroquí
Maillots
La Juventud Marroquí de Villa Sanjurjo (en arabe : خوبنتود ماروكي دو فيلا سانجورجو), plus couramment abrégé en Juventud Marroquí, est un ancien club marocain de football fondé en 1929 et disparu en 1956 (après l'indépendance du pays), et basé dans la ville d'Al Hoceima.

## Histoire
Le club est basé dans la ville de Villa Sanjurjo (actuellement Al Hoceima) au nord du Maroc à l'époque du protectorat espagnol dans cette région.

## Galerie

Carte du protectorat espagnol au nord du Maroc
Drapeau du Maroc espagnol